# Figheldean
Figheldean – wieś w Anglii, w hrabstwie Wiltshire. Leży 17 km na północ od miasta Salisbury i 119 km na zachód od Londynu.